# Vlag van Laag-Soeren

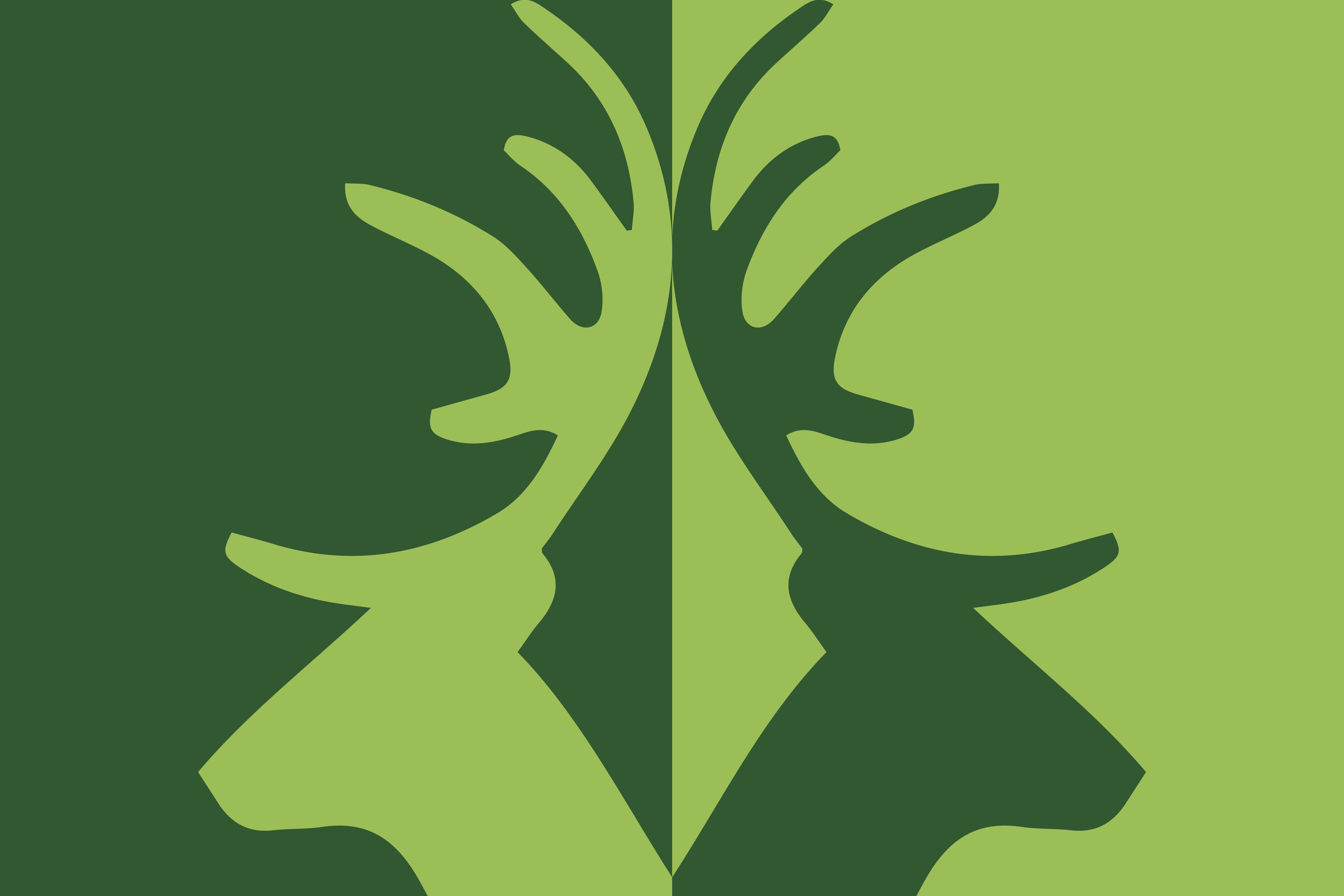
Vlag van Laag-Soeren

De vlag van Laag-Soeren is de dorpsvlag van het Gelderse dorp Laag-Soeren en werd op 12 mei 2023 onthuld na het organiseren van een ontwerpwedstrijd. Het winnende ontwerp is ontworpen door een van de dorpsbewoners.
De vlag bestaat uit twee helften in verschillende groentinten: een donkergroene linkerhelft en een lichtgroene rechterhelft. In het midden staat een symmetrisch ontwerp dat lijkt op twee gestileerde edelherten die elkaar spiegelen. De contouren van de herten zijn zodanig ontworpen dat ze samen ook lijken op een boom of een blad, wat de groene omgeving waarin Laag-Soeren ligt, tezamen met de trots voor het dorp symboliseert.
Het ontwerp verwijst naar de natuurlijke omgeving van het dorp, dat bekend staat om zijn bossen, wild en kuuroordverleden. Het hert is een veelvoorkomend symbool in gebieden waar veel wild voorkomt, en de kleuren groen versterken de connectie met natuur en bos.
De twee gestileerde hertenkoppen die elkaar spiegelen verwijzen naar het wild dat veel voorkomt in de bossen rondom Laag-Soeren, dat aan de rand van de Veluwe ligt. De manier waarop de herten in elkaar overvloeien, creëert visueel ook de indruk van een boom of een blad. Dit versterkt de verbinding met de natuur, bossen, en het natuurlijke karakter van de omgeving. Het benadrukt hoe belangrijk het landschap is voor de identiteit van het dorp.
Acquoy
· Beekbergen-Lieren
· Beemte Broekland
· Bemmel
· Bennekom
· Bredevoort
· Deil
· Doornenburg
· Ederveen
· Elden
· Emst
· Enspijk
· Epse
· Gameren
· Gellicum
· Groenlo
· Harskamp
· Herwijnen
· Heukelum
· Heveadorp
· Hoenderloo
· Kerkdriel
· Klarenbeek
· Kootwijkerbroek
· Laag-Keppel
· Laag-Soeren
· Lathum
· Leuvenum
· Loenen
· Loil
· Meteren
· Netterden
· Oosterhuizen
· Radio Kootwijk
· Rumpt
· Schaarsbergen
· Spijk
· Stroe
· Teuge
· Uddel
· Ugchelen
· Vaassen
· Vierhouten
· Voorthuizen
· Vredenburg/Kronenburg